# Jean-Pierre Arbot
Pour les articles homonymes, voir Arbot.
Jean-Pierre, baron Arbot, né le 8 février 1767 à Valence dans le Dauphiné et mort le 13 avril 1813 à la bataille de Castalla, est un militaire français des XVIIIe et XIXe siècles.

## Biographie

### Guerres révolutionnaires
Fils de Jean-Jacques, marchand, et de Marie-Anne Eynard, Jean-Pierre Arbot s'engagea le 2 septembre 1784 comme cavalier dans le régiment Royal-Champagne, et quitta ce corps par congé le 16 octobre 1789.
Enrôlé volontaire le 5 août 1792 dans le 6e bataillon des volontaires de la Drôme, devenu par amalgame 11e demi-brigade d'infanterie légère, puis 10e de même arme, il fut nommé capitaine le jour même de son enrôlement, et partit pour l'armée du Rhin.
Passé aide de camp de son compatriote le général Taponnier le 1er frimaire an II, il servit ensuite Championnet, autre compatriote, qui parle de lui dans ses lettres et ses Mémoires. Il fit les campagnes des armées de Rhin-et-Moselle et du Rhin de l'an II au 25 prairial an V. Il rentra momentanément dans sa demi-brigade pour passer le 1er messidor suivant avec son grade dans la 17e demi-brigade de bataille.
Nommé, par Championnet, chef de bataillon surnuméraire le 18 nivôse an VII (7 janvier 1799), et confirmé seulement le 28 fructidor an X (septembre 1802), il fit les campagnes des ans VI et VII aux armées d'Allemagne, du Haut-Rhin, d'Angleterre, d'Helvétie, d'Italie, de Rome et de Naples.
Prisonnier de guerre à la bataille de la Trebbia le 1er messidor an VII (9 juin 1799), et rendu le 9 ventôse an IX, il alla rejoindre son corps à l'armée de Batavie, y fit la campagne de l'année, et celle de Zélande de l'an X à l'an XI.

### Guerres napoléoniennes
Passé au camp de Bruges en l'an XII, il y fut nommé membre de la Légion d'honneur le 25 prairial de la même année, et il prit part en l'an XIV aux opérations de la Grande Armée en Autriche (1805), en Prusse (1806) et en Pologne (1807).
Chargé du commandement de la garnison de Hameln vers la fin de 1807, et postérieurement envoyé au dépôt de son régiment, il fut nommé major du 17e de ligne le 6 avril 1808, et passa au 13e provisoire le 17 du même mois.
Colonel du 114e de ligne le 23 janvier 1809, il fit les campagnes de 1809 à 1813 à l'armée d'Aragon. Là encore, sa conduite lui mérita d'être doté, le 4 avril 1810, de 4 000 francs de rente sur le Hanovre, et d'être créé, un an plus tard, baron de l'Empire. Il obtint la décoration d'officier de la Légion d'honneur le 28 août 1810, et fut tué d'un coup de feu à l'affaire de Castalla le 13 avril 1813.

## Titres
- Baron Arbot et de l'Empire (lettres patentes du 26 avril 1811) ;
  - Donataire en Westphalie.

## Décorations
- Légion d'honneur :
  - Légionnaire[1] (25 prairial an XII), puis,
  - Officier de la Légion d'honneur (28 août 1810).

## Armoiries
| Figure | Blasonnement |
|        | Armes du baron Arbot et de l'Empire D'azur à un dextrochère armé d'argent mouvant du flanc senestre et tenant un drapeau français en barre d'or, au comble aussi d'or chargé d'une tête de lion issante de sable, allumée et lampassée de gueules ; au franc-quartier des barons militaires. |